# Astrix
Astrix, pseudonimo di Avi Shmailov (Unione Sovietica, 5 dicembre 1981), è un disc jockey e produttore Psy-trance israeliano specializzato nel sottogenere della Full On Psychedelic Trance.

## Biografia
È nel 2002 che Avi Shmailov si fa conoscere con il suo album di debutto Eye to Eye.
Da qui Avi Shmailov alias Astrix comincia la sua carriera nel mondo della goa trance e della psy-trance, inserendosi nella casa discografica HOMmega productions e sfornando tuttora canzoni e album.

## Discografia

### Album studio
- 2002 - Eye to Eye[2]
- 2003 - Eye to Eye (riedizione)[3]
- 2004 - Artcore[3]
- 2010 - Red Means Distortion[1]
- 2016 - He.art[4]

### Singoli/EP
- 2004 - Coolio[5]
- 2007 - Future Music EP[5]